# ارتفاع ضغط الدم المصاحب لممارسة الرياضة
ارتفاع ضغط الدم المصاحب للممارسة الرياضة هو ارتفاعٌ مفرطٌ في ضغط الدم أثناء ممارسة الرياضة. يعاني العديد من المصابين بهذه الحالة المرضية من ارتفاع ضغط الدم الانقباضي إلى 250 ملم زئبقي أو أكثر عند ممارستهم للرياضة.
أن يرتفع ضغط الدم الانقباضي إلى أكثر من 200 مم زئبق عند ممارسة الرياضة عند 100 واط لا يزال أمرًا مقبولًا ولكن ارتفاعه فوق 220 ملم زئبقي يتطلب منا محاولة السيطرة عليه عن طريق الأدوية المناسبة.
في المقابل، في الأفراد الأصحاء، تكون استجابة الضغط الانبساطي للتمرينات «الديناميكية» (مثل المشي والجري والركض) ذات الشدة المعتدلة ثابتة أو تنخفض قليلًا (بسبب تحسن تدفق الدم)، ولكن لوحظ في بعض الأفراد أنه يرتفع لديهم إلى 10 ملم زئبقي أو أكثر.[بحاجة لمصدر]
وفقًا للتجارب في الآونة الآخيرة في جامعة جونز هوبكنز والتي شارك فيها مجموعة من الرياضيين، تتراوح أعمارهم بين 55-75 عامًا ويعانون من ارتفاع ضغط الدم الخفيف. فإنها وجدت ارتباطًا بين أولئك الذين يعانون من ارتفاع ضغط الدم المصاحب لممارسة الرياضة وانخفاض قدرة أوعيتهم الدموية الرئيسية على تغيير أحجامها للاستجابة للزيادة في تدفق الدم (وذلك لربما بسبب ضعف وظيفة الخلايا البطانية في جدران الأوعية الدموية). يجب التفريق بين ذلك وبين صلابة جدران الأوعية الدموية، والتي لم يتم العثور على ارتباطها بالتأثير.